# Volleybalvereniging Woudenberg
Volleybalvereniging Woudenberg is een volleybalvereniging in Woudenberg. De vereniging is opgericht in het seizoen 1971/1972. Het eerste herenteam van de vereniging speelt in de 1e Divisie.